# گوشت و شن
گوشت و شن(به اسپانیایی: Carne y arena) یک فیلم کوتاه درام به کارگردانی الخاندرو گونسالس اینیاریتو است که در سال ۲۰۱۷ منتشر شد. این فیلم برای نمایش در بخش واقعیت مجازی هفتادمین جشنواره فیلم کن انتخاب شد.